# موپرتویس ۳۲۸۱
سیارک ۳۲۸۱ (به انگلیسی: 3281 Maupertuis، نامگذاری:1938DZ) سه هزار و دویست و هشتاد و یکمین سیارک کشف شده‌است که در ۲۴ فوریه ۱۹۳۸ کشف شد.
قدر مطلق سیارک برابر ۱۲٫۷۰ است.